# Vladiča
Vladiča est un village de Slovaquie situé dans la région de Prešov.

## Histoire
Première mention écrite du village en 1340.

## Démographie

### Évolution de la population
| Année:               | 1994. | 2004.    | 2014.    | 2024.   |
| -------------------- | ----- | -------- | -------- | ------- |
| Nombre de personnes: | 114   | 72       | 57       | 59      |
| Différence:          |       | -36,84 % | -20,83 % | +3,50 % |

| Année:               | 2023. | 2024.   |
| -------------------- | ----- | ------- |
| Nombre de personnes: | 61    | 59      |
| Différence:          |       | -3,27 % |